# Comuna Botnărești, Anenii Noi
Botnărești este o comună din raionul Anenii Noi, Republica Moldova. Cuprinde satele Botnărești și Salcia.

## Demografie
Structură etnică
     moldoveni (97,07%)
     ucraineni (1,01%)
     ruși (1,1%)
     găgăuzi (0,18%)
     români (0,18%)
     polonezi (0,09%)
     alte etnii / nedeclarată (0,37%)
Conform datelor recensământului din 2004, populația comunei este de 1.092 locuitori, dintre care 538 (49,27%) bărbați și 554 (50,73%) femei. Structura etnică a populației în cadrul comunei arată astfel:
- moldoveni — 1.060;
- ucraineni — 11;
- ruși — 12;
- găgăuzi — 2;
- români — 2;
- polonezi — 1;
- altele / nedeclarată — 4.

## Administrație și politică
Componența Consiliului local Botnărești (9 consilieri), ales la 5 noiembrie 2023, este următoarea:
|  | Partid                                       | Consilieri | Componență | Componență | Componență | Componență | Componență | Componență | Componență |
|  | -------------------------------------------- | ---------- | ---------- | ---------- | ---------- | ---------- | ---------- | ---------- | ---------- |
|  | Liga Orașelor și Comunelor                   | 7          |            |            |            |            |            |            |            |
|  | Partidul Socialiștilor din Republica Moldova | 1          |            |            |            |            |            |            |            |
|  | Partidul Acțiune și Solidaritate             | 1          |            |            |            |            |            |            |            |